# Łacina afrykańska
Łacina afrykańska – wymarły język romański, którym posługiwali się potomkowie Rzymian i podbitej przez nich miejscowej ludności w rzymskiej prowincji Afryka (mniej więcej obecna Tunezja i część wybrzeża Libii oraz Algierii) w okresie późnego imperium rzymskiego i wczesnego imperium bizantyjskiego oraz przez kilka wieków po zajęciu tego regionu przez kalifat Umajjadów w 696 r. n.e. Łacina afrykańska jest słabo poświadczona, ponieważ była głównie językiem mówionym, wernakularnym. Nie ma jednak wątpliwości, że już na początku III wieku naszej ery w północnej Afryce była używana rodzima, lokalna odmiana łaciny.
Język ten, który rozwinął się pod panowaniem bizantyjskim, był używany do XII wieku w różnych miejscach wzdłuż północnoafrykańskiego wybrzeża. Istnieją poszlaki, że mógł przetrwać do XIV, a być może nawet aż do XV wieku, a na niektórych obszarach w głębi lądu nawet dłużej. Wraz z innymi językami regionu, takimi jak berberyjski, został zepchnięty na margines, a następnie wyparty przez język arabski po arabskim podboju Maghrebu.
Istnieje też teoria, że północnoafrykańscy najeźdźcy, którzy podbili Hiszpanię we wczesnym średniowieczu mówili jakąś formą afrykańskiej łaciny, skutkiem czego mogły być wpływy fonetyczne, morfosyntaktyczne, leksykalne i semantyczne na rozwój współczesnych romańskich języków Półwyspu Iberyjskiego.